# Схотанус, Антон
Антон Схотанус (нидерл. Anton Schotanus; родился 4 января 1943 года в Леувардене) — нидерландский шашист, член клуба Damclub Huizum. Имеет звания Мастер ФМЖД и Национальный мастер.
Принимал участие в чемпионате Нидерландов по шашкам в 1968, 1971, 1972, 1975, 1988 и 1989 годах. Особую известность он добился в заочных шашках. Стал чемпионом Нидерландов в 1965, 1984 и 1987 годах и чемпионом мира в 1988 году.
Получил степень магистра истории в Гронингенском университете 30 июня 2008 года. До выхода на пенсию в 2004 году ежедневно работал учителем немецкого языка в общеобразовательной школе Херенвена, где активно работал с так называемым делфтским методом. С помощью этого метода язык изучается естественным путем.